# Синдром 48, XXXY
Синдром 48, XXXY — генетическое состояние, обусловленное анеуплоидией половых хромосом, когда у человека есть две дополнительные хромосомы. Обычно мужчины имеют только две половые хромосомы, X и Y, а женщины две X-хромосомы. Присутствие одной Y-хромосомы с функционирующим геном SRY вызывает экспрессию генов, определяющих мужской пол. Из-за этого синдром XXXY затрагивает только мужчин с XY. Существует широкий спектр симптомов, связанных с этим синдромом, включая когнитивные и поведенческие проблемы, тауродонтизм и бесплодие. Этот синдром обычно возникает через новую мутацию в одной из гамет родителей, поскольку люди с этим кариотипом обычно бесплодны. По оценкам, XXXY встречается в 1 случае из 50 000 рождённых мужчин.

## Симптомы
Симптомы синдрома 48, XXXY сходны с симптомами синдрома Клайнфельтера, хотя обычно более выражены. Как и синдром Клайнфелтера, наличие дополнительных Х-хромосом влияет на репродуктивную систему мужчин, может вызывать физические нарушения и влиять на когнитивное развитие. При сравнении кариотипов 47, XXY и 48, XXXY, существует более высокий риск конгениальных пороков развития и больше медицинских проблем у людей с кариотипом 48, XXXY.

### Репродуктивные
Лица с синдромом 48, XXXY, могут иметь дисгенезию яичка и гипергонадотропный гипогонадизм. Дигенезия яичка — это состояние, при котором у мужчины наблюдается неполная или полная потеря сперматогенеза, так что у индивидуума вырабатывается очень мало или нет вообще сперматозоидов. Что приводит к бесплодию. Гипергонадотропный гипогонадизм — это состояние, при котором функция яичек у мужчин снижается и может привести к низким уровням половых стероидов, например, тестостерона.

### Физические
Мужчины с кариотипом 48, XXXY могут иметь средний или высокий рост, что наиболее проявляется во взрослом возрасте. Наблюдается лицевой дисморфизм, что может включать в себя гипертелоризм, эпикантус. Другие физические особенности включают в себя клинодактилию, плоскостопие и др. Особенности скелетно-мышечной системы могут включать в себя вывих локтевого сустава и ограниченную ротацию ног. Микропенис является ещё одним распространенным симптомом этого синдрома.
Люди, имеющие кариотип 48, XXXY, также склонны к развитию тавродонизма, который часто проявляется в раннем возрасте и может быть ранним симптомом синдрома. Люди с этим синдромом также склонны к дисплазии тазобедренных суставов и другим патологическим изменениям суставов. Симптомы у каждого конкретного пациента варьируются из-за разницы дефицита андрогенов, а также в зависимости от возраста. В препубертатном возрасте мальчики с синдромом 48, XXXY могут не отличаться по внешнему виду от ребёнка без синдрома. Вероятно, это связано с тем, что уровни андрогенов не различаются у мальчиков до полового созревания. Те, у кого синдром 48, XXXY, также могут иметь женское распределение жировой ткани, и гинекомастию. Высокий рост чаще развивается в подростковом возрасте, когда уровни андрогенов начинают различаться между теми, у кого синдром 48, XXXY, и теми, у кого его нет.

### Психические
Считается, что неврологические эффекты усиливаются при увеличении количества дополнительных Х-хромосом; мужчина с 48, XXXY, вероятно, будет иметь более серьёзные симптомы, чем мужчина с синдромом Клайнфелтера. Задержки развития распространены в младенчестве и детстве. Ожидаемые симптомы включают задержки речи, двигательные задержки и гипотонию. Люди с синдромом 48, XXXY имеют когнитивные и поведенческие проблемы.
Пациенты обычно демонстрируют изменённое адаптивное поведение, то есть способность человека демонстрировать жизненные навыки, включая социальные навыки, жизнь в сообществе, безопасность, функциональное использование академических навыков и самообслуживание. Было обнаружено, что люди с синдромом 48, XXXY имеют значительно худшие показатели в области навыков повседневной жизни и общения по сравнению с людьми с кариотипами 48, XXYY и 47, XXY.
Люди с этим синдромом также испытывают эмоциональные проблемы, такие как тревогу, обсессивно-компульсивное поведение, поведенческую дисрегуляцию и эмоциональную незрелость. Люди с этим синдромом обычно имеют IQ в диапазоне 40-60, когда средний диапазон IQ составляет 95-110. Они также испытывают языковые трудности в обучении, которые могут повлиять на их навыки общения. Люди с синдромом 48, XXXY, как правило, проявляют меньше экстернализующего и интернализующего поведения по сравнению с людьми с синдромом 48, XXYY, что может положительно влиять на их социальное функционирование. Эти люди также чаще имеют расстройства аутистического спектра.

## Причины
Причиной кариотипа 48, XXXY может быть не дизъюнкция в отцовском сперматозоиде или не дизъюнкция в материнской яйцеклетке. Наиболее вероятным сценарием существования этой анеуплоидии является то, что каждый родитель (мать и отец) в равной степени способствовали этому: мать с яйцеклеткой XX, а отец со сперматозоидом XY.
В случае, когда сперма является генетической причиной синдрома 48, XXXY, сперма должна содержать две Х-хромосомы и одну Y-хромосому. Это может произойти на двух стадиях перматогенеза, мейоза I, и мейоза II. Дублированная Х-хромосома в сперматозоиде не должна разделяться как в мейозе I, так и в мейозе II для сперматозоидов, а также Х и Y-хромосомы должны находиться в одной и той же сперме. Тогда сперма XXY оплодотворяет нормальный ооцит, в результате получается зигота 48, XXXY.
В случае, когда ооцит является генетической причиной синдрома 48, XXXY, ооцит будет содержать три Х-хромосомы. Это было бы вызвано двумя не дизъюнктивными событиями во время оогенеза. При мейозе I оба набора дублированных Х-хромосом должны быть неразделены. Тогда при мейозе II один набор Х-хромосом должен был бы не отделяться, а другой набор отделился бы, что привело бы к одному ооциту с тремя Х-хромосомами. Нормальная сперма, содержащая Y-хромосому, должна оплодотворить ооцит XXX, чтобы сделать зиготу XXXY.

### Механизм
Дополнительные Х-хромосомы, которые характерны для этого состояния, связаны с дефицитом андрогенов. Это вызывает снижение или отсутствие подавления обратной связи гипофиза за счет повышения уровня гонадотропина.

## Диагностика
Диагноз 48, XXXY обычно делается при помощи теста на кариотип.
Другим способом диагностики 48, XXXY является ДНК-микрочип, показывающий наличие дополнительных Х-хромосом. ДНК-микрочип используется для обнаружения лишних или отсутствующих хромосомных сегментов или целых хромосом. Он использует тестирование на основе микрочипов для анализа многих фрагментов ДНК.
Диагностическое тестирование также может быть сделано с помощью образцов крови. Повышенный уровень фолликулостимулирующего гормона, лютеинизирующего гормона и низкий уровень тестостерона могут свидетельствовать об этом синдроме.

## Лечение
Существуют методы лечения различных симптомов, связанных с синдромом XXXY.
- Было показано, что терапия тестостероном, которая дает пациентам дозы тестостерона на регулярной основе, снижает агрессивное поведение этих пациентов[4]. Но такая терапия также была связана с негативными побочными эффектами: ухудшением поведения и обострением остеопороза[4]. Не всем людям подходит терапия тестостероном, так как наилучшие результаты часто достигаются, когда лечение начинается в начале полового созревания, и эти люди часто получают диагноз в более позднем возрасте или вообще не узнают о своём кариотипе[4]. Было установлено, что терапия тестостероном не оказывает положительного влияния на фертильность[3].
- При лечении этих пациентов следует принимать во внимание психологический фенотип лиц с XXXY, поскольку эти особенности влияют на соблюдение режима лечения[4].
- Тавродонтизм часто можно обнаружить как симптом синдрома XXXY до развития других признаков[3].
- Хирургическое лечение для исправления проблем с суставами, таких как дисплазия тазобедренного сустава, является распространенным явлением, и часто является успешным наряду с физиотерапией[6].
- Те, у кого синдром XXXY, также могут посещать логопеда[5]. Эта форма терапии помогает пациентам вырабатывать более сложный язык[5]. Люди с синдромом XXXY, как правило, испытывают более серьёзные задержки речи, поэтому такая форма лечения может быть очень полезна для них и может помочь им улучшить коммуникационные навыки[5].
- Поскольку гипотония часто встречается у людей с этим синдромом, физиотерапия также может быть полезна[5]. Эта форма терапии может помочь этим людям развить мышечный тонус, улучшить баланс и координацию[5].

### Качество жизни
В легких случаях люди с синдромом XXXY могут вести обычную жизнь. Эти люди могут столкнуться с трудностями в общении с другими из-за проблем с речью. Эти недостатки могут затруднить установление связей с другими. Люди с более высокими показателями в адаптивном функционировании, вероятно, будут иметь более высокое качество жизни, потому что они могут быть независимыми.

### Генетическое консультирование
Поскольку синдром обусловлен хромосомным недисъюнктивным явлением, риск рецидива невелик по сравнению с населением в целом. Не было обнаружено никаких доказательств того, что несоответствие чаще встречается в конкретной семье.

## Известные люди
- Кэролайн Косси — британская фотомодель.